# Czubajeczka brązowożółta
Czubajeczka brązowożółta (Lepiota boudieri Bres.) – gatunek grzybów z rodziny pieczarkowatych (Agaricaceae).

## Systematyka i nazewnictwo
Pozycja w klasyfikacji według Index Fungorum: Lepiota, Agaricaceae, Agaricales, Agaricomycetidae, Agaricomycetes, Agaricomycotina, Basidiomycota, Fungi.
Synonimy:

- Lepiota acerina Peck 1898
- Lepiota acerina Peck 1898 var. acerina
- Lepiota acerina var. subpurpurata Bon 1992
- Lepiota boudieri var. alba Kelderman 1994
- Lepiota boudieri Bres. 1884 var. boudieri
- Lepiota fulvella Rea 1918
- Lepiota fulvella Rea 1918 f. fulvella
- Lepiota fulvella f. gracilis J.E. Lange 1935
- Lepiota fulvella Rea 1918 var. fulvella
- Lepiota fulvella var. gracilior Bon 1993
- Lepiota fulvella var. subolivacea Bon 1986
- Lepiota helveola var. boudieri (Bres.) Quél. 1886
- Mastocephalus bouderi (Bres.) Kuntze 1891[2].

Nazwę polską zaproponował Władysław Wojewoda w 2003 r. W niektórych atlasach grzybów ma nazwę czubajeczka rdzawa.

## Morfologia
Kapelusz
Średnica 1–4 cm, początkowo stożkowato-dzwonkowaty, potem wypukły, u starszych okazów nieco wklęsły. Powierzchnia o barwie od kremowożółtej do ochrowej, pokryta promieniście ułożonymi włókienkami lub łuseczkami o barwie oliwkowej lub ciemnobrązowej, a na środku kapelusza kasztanowej do brązowo-czarnej. Brzeg u młodych owocników podwinięty, ze zwieszającymi się białymi resztkami osłony, u starszych wyprostowany.
Trzon
Wysokość od 2 do 6 cm, średnica od 0,15 do 0,5 cm, cylindryczny, nieco tylko rozszerzający się w kierunku podstawy, początkowo pełny, potem pusty. Pierścienia brak, występuje tylko strefa pierścieniowa. Powierzchnia powyżej tej strefy jest gładka, kremowa, poniżej tej strefy ciemniejsza, pokryta włókienkami o barwie od płowej do brązowej. U podstawy często biała grzybnia.
Blaszki
Wolne, szerokie, średnio gęste, o barwie od białej do kremowej, czasami z różowym odcieniem. Występują międzyblaszki. Ostrza blaszek równe, drobno ząbkowane.
Miąższ
O niewyraźnym zapachu grzybowym lub owocowym.
Cechy mikroskopowe
Wysyp zarodników bladożółty. Podstawki maczugowate, 4-sterygmowe ze sprzążką bazalną, o rozmiarach 20-25 × 7–8 μm. Zarodniki cylindryczne ze ściętą podstawą, gładkie, szkliste, amyloidalne, o rozmiarach 7,5-10 (11) × 3-4.5 μm. Cheilocystydy maczugowate lub prawie wrzecionowate, rzadko septowane, o rozmiarach 22-34 × 8–12 μm. Pleurocystyd brak. Pigmenty w strzępkach rozpuszczają się w KOH.
Gatunki podobne
Podobnie ubarwiona jest czubajka ostrołuskowata (Echinoderma asperum), ale ma odstające łuski i jest większa. Czubajeczka kasztanowata (Lepiota castanea) ma inne łuski, mniejsze zarodniki i nieprzyjemny zapach.

## Występowanie i siedlisko
Gatunek notowany w niektórych krajach Europy i w stanie Nowy Jork w USA. Rzadki. W piśmiennictwie naukowym na terenie Polski do 2003 r. podano tylko jedno jego stanowisko (W. Wojewoda w Ojcowskim Parku Narodowym, 1974 r.) Więcej i aktualnych stanowisk podaje internetowy atlas grzybów. Czubajeczka brązowożółta nie znajduje się na Czerwonej liście roślin i grzybów Polskiz 2006 r., W. Wojewoda podaje, że jej rozprzestrzenienie nie jest znane.
Naziemny grzyb saprotroficzny rozwijający się na spróchniałym drewnie. Rośnie w lasach mieszanych i na obrzeżach lasów. Owocniki pojawiają się od lipca do września, czasami w grupkach.
Grzyb trujący.